# Mariano Puyol
Mariano Patricio Puyol Correa (Santiago, 3 de junio de 1960-) es exfutbolista y entrenador chileno, considerado ídolo de Universidad de Chile, en donde se desempeñó como volante de creación y como delantero.

## Trayectoria

### Como jugador
Ingresó a las divisiones inferiores de Universidad de Chile a los 14 años de edad, luego de una prueba masiva cercana a su domicilio. en dicha prueba destacó como puntero izquierdo, posición en la cual destacó en su carrera profesional, a pesar de jugar también como  mediocampista de enlace, jugando también de contención durante su paso por México.
Debuta el 4 de diciembre de 1977 por Universidad de Chile como profesional, con 17 años jugando contra Green Cross-Temuco. Al año siguiente se va a préstamo a Deportes Concepción, siendo elegido dentro de los 2 mejores punteros izquierdos del campeonato, junto a Leonardo Véliz. En 1979 regresa a Universidad de Chile hasta 1981 donde se encuentra con un gran plantel que de la mano de Fernando Riera como entrenador peleó ese último año hasta la última fecha por el Campeonato.
Luego de un breve paso por Ñublense de Chillán, juega por Unión San Felipe en la Segunda División de Chile, logrando el ascenso. En 1983, cumple su segunda campaña en San Felipe con Luis Santibáñez como técnico. En 1984 vuelve a Universidad de Chile, donde tras una irregular campaña el equipo termina en la quinta posición. Para la temporada siguiente, se coronó como el tercer goleador del campeonato 1985 tras marcar 17 goles en 36 partidos, siendo superado sólo por Ivo Basay y Oscar Fabbiani.
En agosto de 1986 viaja a México, donde ficha por el Cruz Azul para luego jugar por Tampico Madero en 1988. En 1989 regresa a Chile, recalando en Deportes La Serena.Luego de enfrentar el primer semestre la Copa Digeder 1990, durante la segunda rueda del campeonato de 1990 regresa a Universidad de Chile, donde aporta con su liderazgo a salvar del descenso al equipo laico en 1990 y 1991, además de comandar las campañas de 1992 y 1993 en las que el equipo clasificó a las respectivas Liguilla Pre-Libertadores de Chile. Sin espacio en el equipo para 1994, y luego de casi optar por el retiro, firma por Rangers, en donde no logra evitar el descenso directo a Segunda División.

### Como entrenador
Luego del retiro, se dedicó a dirigir en las divisiones inferiores de Universidad de Chile por 13 años, entre 1997 y 2010. Entre 2011 y 2013 dirigió a la Selección sub-15 de Chile, mientras que en 2013 tuvo a cargo la Selección sub-17.siendo despedido de su cargo en abril.
Durante el Torneo Oficial de Tercera División B de 2014 dirigió al Club Deportivo Gendarmería de Chile. Para 2019 regresó a las inferiores de Universidad de Chile, dirigiendo a la sub-12 hasta julio de 2021.

## Selección nacional
Puyol representó a su país en el Campeonato Sudamericano Sub-20 de 1977 y en el Campeonato Sudamericano Sub-20 de 1979. Su presencia en ese último torneo destapó el caso de los pasaportes falsos en Paysandú, donde quedó en evidencia que el combinado chileno había elaborado un ardid para jugar el torneo con futbolistas que superaban la edad máxima permitida para participar.
Jugó un partido por la selección chilena, el 7 de mayo de 1986 frente a Brasil, quien se preparaba para Mundial de México 1986. Jugó en el empate a un gol entre ambas selecciones marcando el Gol para Chile. 

### Partidos internacionales
| 1     | 7 de mayo de 1986 | Estadio Pinheirão, Curitiba, Brasil | Brasil     | 1-1 | Chile | Anotado | Luis Ibarra | Amistoso |
| Total | Total             | Total                               | Presencias | 1   | Goles | 1       |             |          |

| Selección chilena | Selección chilena | Selección chilena |
| Año               | Partidos          | Goles             |
| ----------------- | ----------------- | ----------------- |
| 1986              | 1                 | 1                 |
| Total             | 1                 | 1                 |

## Estadísticas

### Como futbolista
| Club                         | Div.          | Temporada     | Liga  | Liga  | Copas nacionales | Copas nacionales | Torneos internacionales | Torneos internacionales | Total | Total | Media goleadora |
| Club                         | Div.          | Temporada     | Part. | Goles | Part.            | Goles            | Part.                   | Goles                   | Part. | Goles | Media goleadora |
| ---------------------------- | ------------- | ------------- | ----- | ----- | ---------------- | ---------------- | ----------------------- | ----------------------- | ----- | ----- | --------------- |
| Universidad de Chile · Chile | 1ª            | 1977          | 4     | 0     | —                | —                | —                       | —                       | 4     | 0     | 0,00            |
| Universidad de Chile · Chile | 1ª            | 1979          | 11    | 1     | 10               | 0                | —                       | —                       | 21    | 1     | 0,05            |
| Universidad de Chile · Chile | 1ª            | 1980          | 10    | 0     | 1                | 0                | —                       | —                       | 11    | 0     | 0,00            |
| Universidad de Chile · Chile | 1ª            | 1984          | 23    | 2     | 13               | 4                | —                       | —                       | 36    | 6     | 0,17            |
| Universidad de Chile · Chile | 1ª            | 1985          | 36    | 17    | 12               | 8                | —                       | —                       | 48    | 25    | 0,52            |
| Universidad de Chile · Chile | 1ª            | 1986          | 6     | 0     | 16               | 7                | —                       | —                       | 22    | 7     | 0,32            |
| Universidad de Chile · Chile | 1ª            | 1990          | 8     | 2     | —                | —                | —                       | —                       | 8     | 2     | 0,25            |
| Universidad de Chile · Chile | 1ª            | 1991          | 28    | 9     | 8                | 1                | —                       | —                       | 36    | 10    | 0,38            |
| Universidad de Chile · Chile | 1ª            | 1992          | 32    | 8     | 15               | 8                | —                       | —                       | 21    | 0     | 0,00            |
| Universidad de Chile · Chile | 1ª            | 1993          | 33    | 3     | 15               | 6                | —                       | —                       | 48    | 9     | 0,19            |
| Universidad de Chile · Chile | Total club    | Total club    | 191   | 42    | 90               | 34               | 0                       | 0                       | 281   | 76    | 0,27            |
| Deportes Concepción · Chile  | 1ª            | 1978          | 30    | 7     | —                | —                | —                       | —                       | 30    | 7     | 0,23            |
| Deportes Concepción · Chile  | Total club    | Total club    | 30    | 7     | 0                | 0                | 0                       | 0                       | 30    | 7     | 0,23            |
| Ñublense · Chile             | 1ª            | 1981          | 20    | 2     | —                | —                | —                       | —                       | 20    | 2     | 0,10            |
| Ñublense · Chile             | Total club    | Total club    | 20    | 2     | 0                | 0                | 0                       | 0                       | 20    | 2     | 0,10            |
| Unión San Felipe · Chile     | 1ª            | 1983          | 40    | 9     | —                | —                | —                       | —                       | 40    | 9     | 0,23            |
| Unión San Felipe · Chile     | Total club    | Total club    | 40    | 9     | 0                | 0                | 0                       | 0                       | 40    | 9     | 0,23            |
| Cruz Azul · México           | 1ª            | 1986-87       | 34    | 3     | —                | —                | —                       | —                       | 34    | 3     | 0,09            |
| Cruz Azul · México           | Total club    | Total club    | 34    | 3     | 0                | 0                | 0                       | 0                       | 34    | 3     | 0,09            |
| Tampico Madero · México      | 1ª            | 1987-88       | 35    | 5     | —                | —                | —                       | —                       | 35    | 5     | 0,14            |
| Tampico Madero · México      | 1ª            | 1988-89       | 12    | 2     | —                | —                | —                       | —                       | 12    | 2     | 0,17            |
| Tampico Madero · México      | Total club    | Total club    | 47    | 7     | 0                | 0                | 0                       | 0                       | 47    | 7     | 0,15            |
| Deportes La Serena · Chile   | 1ª            | 1989          | 20    | 1     | —                | —                | —                       | —                       | 20    | 1     | 0,05            |
| Deportes La Serena · Chile   | Total club    | Total club    | 20    | 1     | 0                | 0                | 0                       | 0                       | 20    | 1     | 0,05            |
| Rangers · Chile              | 1ª            | 1994          | 17    | 4     | —                | —                | —                       | —                       | 17    | 4     | 0,24            |
| Rangers · Chile              | Total club    | Total club    | 17    | 4     | 0                | 0                | 0                       | 0                       | 17    | 4     | 0,24            |
| Total carrera                | Total carrera | Total carrera | 399   | 75    | 90               | 34               | 0                       | 0                       | 389   | 109   | 0,28            |
| 1. 2.                        |               |               |       |       |                  |                  |                         |                         |       |       |                 |

## Palmarés

### Títulos oficiales
| Título     | Club                 | País  | Año  |
| ---------- | -------------------- | ----- | ---- |
| Copa Chile | Universidad de Chile | Chile | 1979 |

### Distinciones individuales
| Distinción                                                                   | Año  |
| ---------------------------------------------------------------------------- | ---- |
| Incluido dentro de las 50 mejores figuras históricas de Universidad de Chile | 2016 |

## Capitán de Universidad de Chile
| Predecesor: Roberto Reynero | Capitán de Universidad de Chile 1991-1993 | Sucesor: Luis Musrri |

## Vida personal
Puyol viene de una familia ligada al fútbol, su padre jugó en Santiago Morning y su hermano mayor en Unión La Calera.